# Gérard Adanhoumé
Gérard Adanhoumé (ur. 26 listopada 1986) – piłkarz beniński grający na pozycji pomocnika.

## Kariera klubowa
Karierę piłkarską Adanhoumé rozpoczął w klubie Soleil FC Kotonu i w jego barwach zadebiutował w 2006 roku w pierwszej lidze benińskiej.

## Kariera reprezentacyjna
W 2010 roku Adanhoumé został powołany do reprezentacji Beninu na Pucharze Narodów Afryki 2010 nie mając na koncie debiutu. Na PNA 2010 nie rozegrał żadnego spotkania.